# Tribunais Militares Especiais (Portugal)
Os Tribunais Militares Especiais foram um conjunto de tribunais militares criados em 1912 para julgar aqueles que, de alguma forma, se entendia que haviam cometido crimes contra as Forças Armadas Portuguesas ou contra Portugal. Inicialmente usado pela Primeira República Portuguesa para "tratar" das rebeliões populares e das incursões monárquicas restauracionistas, em 5 de Dezembro de 1932 voltou a entrar em funcionamento para julgar os revolucionistas que se rebelavam contra a Ditadura Nacional, regulando a partir deste mesmo ano, todos os crimes considerados políticos. Em 1945, numa das muitas medidas e tornar o regime português "mais bem visto" aos olhos da potencias ocidentais que haviam saído vitoriosas da Segunda Guerra Mundial, a designação destes tribunais passou a ser Tribunais Plenários, passando a julgar crimes políticos e sociais.